# Lola Pagnani
Lola Pagnani (n. 3 aprilie 1972, Roma) este o actriță italiană.

## Filmografie

### Filme
- Trafitti da un raggio di sole (1995) - Fabiola
- Polvere di Napoli (1996) - Rosita
- Ninfa plebea (1996) - Lucia
- Ferdinando e Carolina (1999) - Sara Goudar
- La bomba (1999) - Daisy
- Il pranzo della domenica (2002)
- Gente di Roma (2003)
- Women Seeking Justice (2007)

### Televiziune
- Pazza famiglia (1995)
- Commissario Raimondi (1998) - Esmeralda
- Anni 50 (1998)
- La squadra (2000)
- Un posto al sole (2001) - Roberta Cantone
- Francesca e Nunziata (2001)
- Carabinieri 5 (2005)
- Un ciclone in famiglia 2 (2005)
- Donne sbagliate (2006)
- Capri (2006) - Maria Rosaria

### Teatru
- Vergine Regina (1996)
- Anatra all'arancia (1997)
- Carmen (1987)